# Коулс, Ричард
Ричард Коулс (англ. Richard Coles; род. 26 марта 1962, Нортгемптон, Англия) — британский музыкант, писатель, журналист и англиканский священник. Известен как музыкант-мультиинструменсталист, который вместе c Джимми Самервиллем в середине 80-х основал популярную поп-группу The Communards. Сингл группы «Don’t Leave Me This Way», удерживал первое место в британском хит-параде четыре недели подряд и стал самым продаваемым синглом Великобритании в 1986 году. Часто выступает по телевидению и на радио.

## Биография
Родился 26 марта 1962 года в Нортгемптоне (Англия). Окончил частную школу для мальчиков, где пел в хоре. Обучался игре на фортепьяно, саксофоне и кларнете, а также изучал теологию в Лондонском Кингс-колледже и в Лидском университете.
В 1980 году переехал в Лондон, где работал в театре. Исполнил соло на саксофоне в клипе «It Ain’t Necessarily So» британской поп-группы Bronski Beat. Тогда же познакомился с Джимми Самервиллем, с которым в 1985 году основал поп-группу The Communards.
Группа оказалась очень успешной, однако просуществовала только чуть более трёх лет, после чего распалась и Джимми начал сольную карьеру, а Ричард занялся профессиональной журналистикой.
Коулс писал статьи для католической газеты Catholic Herald и The Times Literary Supplement. После трагической смерти от СПИДа одного из его друзей, Коулс всерьёз обратился к вере и принял католицизм. Позднее он перешёл в англиканскую веру, так как поддерживал рукоположение женщин и геев (Коулс открытый гомосексуал).
В 2003 году поступил в духовную семинарию, а в 2005 году был рукоположён, как англиканский священник. Служил в церкви Св. Павла в Кенсингтоне (центр Лондона), которая является частью Оксфордского движения (Англо-католицизм), и капелланом в Королевском колледже музыки.
С февраля 2011 года по собственной просьбе назначен приходским священником в храм Богородицы в местечке Финедон недалеко от Веллингборо в графстве Нортгемптоншир, ближе к природе и своей семье.
Держит таксу по имени Дейзи.
Коулс стал прототипом главного героя в комедийном сериале Rev на Би-би-си (2010), а также консультировал съёмочную группу сериала.
Пишет художественные книги (в частности, детективную серию о канонике Дэниеле Клементе), автобиографические и религиозные книги.